# الان به تو نیاز دارم (آلبوم لیدی آنتبلوم)
الان به تو نیاز دارم (به انگلیسی: Need You Now) آلبومی از لیدی آنتبلوم است که در ۲۶ ژانویه ۲۰۱۰ منتشر شد.